# Prunus subcordata
Espèce
Classification phylogénétique
Prunus subcordata est une espèce de plantes à fleurs de la famille des Rosaceae. C'est un arbuste que l'on le trouve en Amérique du Nord. Il se développe dans les forêts, le plus souvent à basse altitude près de la côte, mais il pousse également dans la Sierra Nevada et dans la chaîne des Cascades.
Son fruit est comestible mais âpre.